# إل أيه نوار
إل أيه نوار (بالإنجليزية: L.A. Noire)‏ هي لعبة من نوع عالم مفتوح، مغامرات أكشن، إطلاق نار من منظور الشخص الثالث. صدرت في عام 2011 وهي متوفرة على ويندوز، بلاي ستيشن 3، إكس بوكس 360. اللعبة من تطوير تيم بوندي ونشر شركة روكستار جيمز.

## القصة
قصة اللعبة عبارة عن رواية بوليسية تفاعلية مستوحاة من أفلام النوار في حقبتي الأربعينات والخمسينات ، تدور أحداث اللعبة في الأربعينات من القرن الماضي وبالتحديد في عام 1947 بولاية لوس أنجلوس الأمريكية وقرب نهاية الحرب العالمية الثانية حيث أنتشر الفساد وكثر تجار المخدرات، وهنا تقع سلسلة من أعمال القتل والجرائم البشعة التي انتشرت في لوس أنجلس، حيث يقوم البطل كول فليبس وهو جندي سابق في الجيش وارتفعت رتبته لينضم إلى شرطة لوس انجلوس (LAPD) حيث يقوم بالتحقيق في هذه الجرائم من أجل أن يقبض على المجرمين ويعيد الاستقرار للمدينة.

## روابط خارجية
- إل أيه نوار على موقع IMDb (الإنجليزية)
- إل أيه نوار على موقع كينوبويسك (الروسية)